# Bernard Blier
Bernard Blier (n. 11 ianuarie 1916, Buenos Aires, Argentina – d. 29 martie 1989, Saint-Cloud, Île-de-France, Franța) a fost un actor francez.

## Filmografie selectivă
- 1937 Crima Nataliei Roguin (Gribouille), regia Marc Allégret[10]
- 1937 Mesagerul (Le Messager), regia Raymond Rouleau : le chauffeur [10]
- 1938 Noaptea amintirilor (Le jour se lève), regia Marcel Carné : Gaston
- 1938 Vârsta ispitelor (Entrée des artistes), regia Marc Allégret : Pescani

- 1941 Infernul îngerilor (L'Enfer des anges), regia Christian-Jaque : Freddy
- 1941 Cine l-a ucis pe Moș Crăciun (L'Assassinat du père Noël), regia Christian-Jaque : Le brigadier [10]
- 1942 Carmen, regia Christian-Jaque : Remandado
- 1942 Simfonia fantastică (La Symphonie fantastique), regia Christian-Jaque : Antoine Charbonnel
- 1944 Patru fete îndrăgostite (Les Petites du quai aux fleurs), regia Marc Allégret : Le docteur Bertrand
- 1946 Trei băieți și-o dragoste (Messieurs Ludovic), regia Jean-Paul Le Chanois : Ludovic Seguin
- 1947 Quai des Orfèvres (Quai des Orfèvres), regia Henri-Georges Clouzot : Maurice Martineau
- 1948 Les Casse-pieds (Les Casse-pieds), regia Jean Dréville : L'importuné [10]
- 1949 Examenul (L'École buissonnière), regia Jean-Paul Le Chanois : Pascal Laurent

- 1950 Amintiri pierdute (Souvenirs perdus), episodul O vioară (Un violon), regia Christian-Jaque
- 1953 Înaintea potopului (Avant le déluge), regia André Cayatte : profesorul Noblet
- 1955 Dosarul negru (Le Dossier noir), regia André Cayatte : comisarul Noblet
- 1956 Crimă și pedeapsă (Crime et Châtiment), regia Georges Lampin : Antoine Monestier
- 1958 Jucătorul (Le Joueur), regia Claude Autant-Lara : generalul Zagorianski
- 1958 Mizerabilii (Les Misérables), regia Jean-Paul Le Chanois
- 1958 Marile familii (Les Grandes familles), regia Denys de La Patellière
- 1958 Singur pe lume (Sans famille), regia André Michel
- 1959 Marele război (La grande guerra), regia Mario Monicelli

- 1960 Trăiască Henri al VI-lea, trăiască dragostea (Vive Henri IV, vive l'amour), de Claude Autant-Lara : Sully
- 1961 Al șaptelea jurat (Le Septième Juré), regia Georges Lautner : Grégoire Duval
- 1962 Germinal,  regia Yves Allégret : M. Hennebeau
- 1963 O sută de mii de dolari în soare (Cent mille dollars au soleil), regia Henri Verneuil : Mitch-Mitch
- 1963 Tovarășii (I compagni), regia Mario Monicelli
- 1964 Vânătoarea de bărbați (La Chasse à l'homme), regia Édouard Molinaro
- 1965 Casanova 70 de Mario Monicelli : comisarul [10]
- 1966 Marele restaurant (Le Grand Restaurant), regia Jacques Besnard
- 1966 O chestiune de onoare (Una questione d'onore), regia Luigi Zampa
- 1966 Un delict aproape perfect (Delitto quasi perfetto), regia Mario Camerini : colonelul Robson
- 1967 Asasinul are clipe numărate (Coplan sauve sa peau), regia Yves Boisset : Mascar
- 1967 Un idiot la Paris (Un idiot à Paris), regia Serge Korber : Léon Dessertine

- 1970 Distratul de Pierre Richard
- 1972 Marele blond cu un pantof negru, regia Yves Robert
- 1975 Prietenii mei (Amici miei), regia Mario Monicelli : Righi Niccolo
- 1976 Trupul dușmanului meu (Le Corps de mon ennemi), regia Henri Verneuil : Jean-Baptiste Liégard
- 1976 Calmos de Bertrand Blier : le curé
- 1979 Bufet rece (Buffet froid), regia Bertrand Blier : inspectorul Morvandieu
- 1986 Ultimul twist la Moscova (Twist again à Moscou), regia Jean-Marie Poiré : Alexei, ministrul
- 1988 Demonii (Les Possédés), de Andrzej Wajda: guvernatorul

## Legături externe
- Bernard Blier la Internet Movie Database